# Kiira Korpi
Kiira Linda Katriina Korpi (sinh 26 tháng 9 năm 1988) là một vận động viên trượt băng nghệ thuật người Phần Lan. Cô đã ba lần giành huy chương tại Giải trượt băng nghệ thuật vô địch châu Âu (đồng tại Giải trượt băng nghệ thuật vô địch châu Âu 2007 và Giải trượt băng nghệ thuật vô địch châu Âu 2011, bạc tại Giải trượt băng nghệ thuật vô địch châu Âu 2012), nhà vô địch giải Trophée Eric Bompard năm 2010, và vô địch Rostelecom Cup năm 2012, hai lần giành huy chương tại Cúp trượt băng vô địch Trung Quốc, và năm lần vô địch Giải trượt băng nghệ thuật vô địch Phần Lan (2009, 2011–2013, 2015).

## Đời sống cá nhân
Korpi được sinh ra tại Tampere, Phần Lan. Bố cô, Rauno Korpi, là huấn luyện viên đội tuyển hockey giành huy chương đồng tại Thế vận hội mùa đông 1998. Ở Phần Lan, biệt danh của cô là Jääprinsessa (Công chúa băng) vì nét giống với Grace Kelly, cưu Công chúa Monaco. Trong bài viết cho GoldenSkate.com năm 2008, Barry Mittan miêu tả cô là "một người được công nhận là vận động viên trượt băng đẹo nhất".
Ngoài tiếng mẹ đẻ Phần Lan, Korpi cũng nói các tiếng Thuỵ Điển, Anh, và Đức. Cô cũng tập pilates và Ashtanga yoga khi cô có thời gian.

## Các bài biểu diễn
| Mùa       | Bài thi ngắn                                                                         | Trượt tự do                                                                            | Địa điểm |
| --------- | ------------------------------------------------------------------------------------ | -------------------------------------------------------------------------------------- | --- |

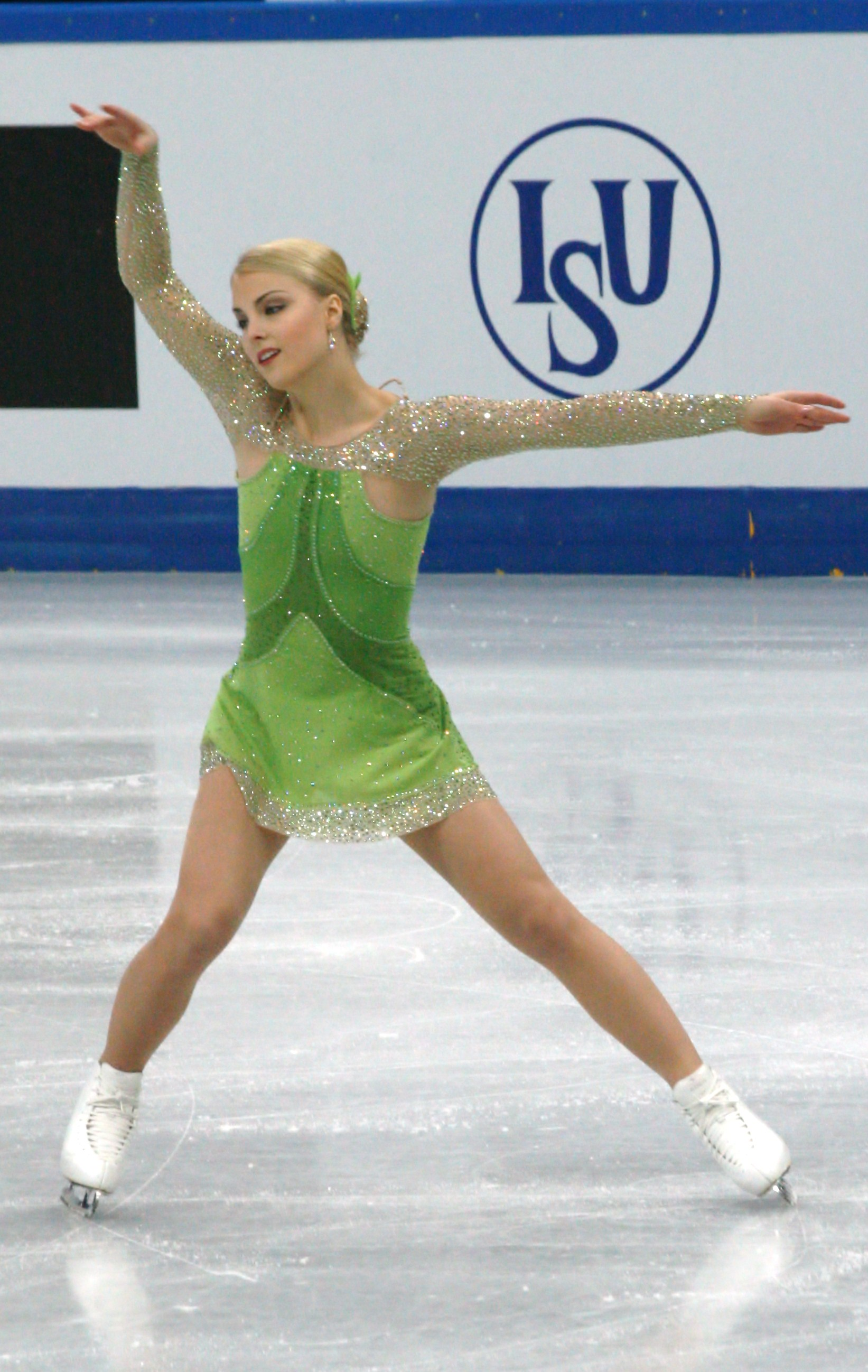
Korpi tại Chung kết Grand Prix 2012

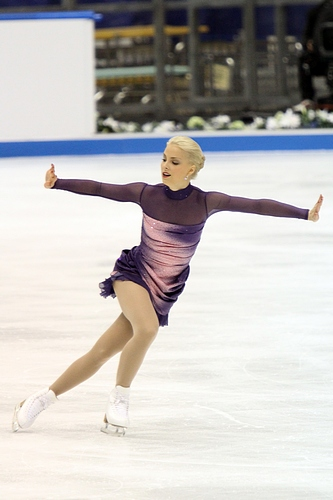
Korpi tại Cup NHK 2010

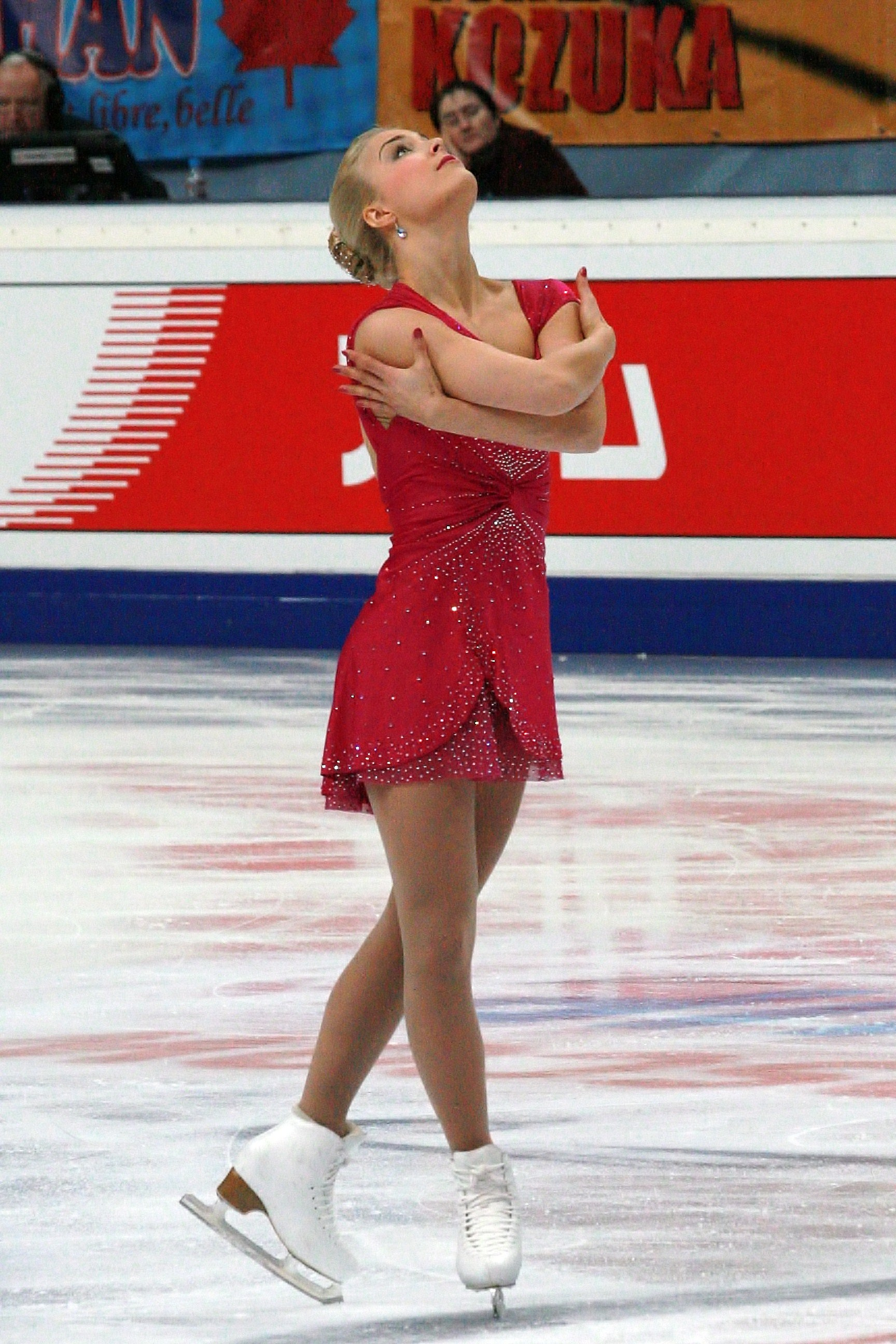
Korpi tại Rostelecom Cup 2012

| 2015-2016 | - TBA choreo. bởi Shae-Lynn Bourne                                                   | - TBA choreo. bởi Shae-Lynn Bourne                                                     | |
| 2014–2015 | - A Day in the Life bởi The Beatles hát lại bởi Jeff Beck choreo. bởi Jeffrey Buttle | - Violin Concerto in D minor bởi Jean Sibelius choreo. bởi Shae-Lynn Bourne            | |
| 2013–2014 | - A Day in the Life bởi The Beatles hát lại bởi Jeff Beck choreo. bởi Jeffrey Buttle | - Once Upon a Time in America bởi Ennio Morricone choreo. bởi Shae-Lynn Bourne         | |
| 2012–2013 | - The Girl with the Flaxen Hair bởi Claude Debussy choreo. bởi David Wilson          | - Once Upon a Time in America bởi Ennio Morricone choreo. bởi Shae-Lynn Bourne         | - Wide Awake bởi Katy Perry                                                                                       |
| 2011–2012 | - Over the Rainbow bởi Harold Arlen choreo. nởi Shae-Lynn Bourne                     | - I Got Rhythm bởi George Gershwin choreo. bởi Shae-Lynn Bourne                        | - You and I bởi Lady Gaga choreo. by David Wilson                                                                 |
| 2010–2011 | - Over the Rainbow bởi Harold Arlen choreo. bởi Shae-Lynn Bourne                     | - Evita bởi Andrew Lloyd Webber choreo. bởi David Wilson                               | - If I Were a Boy bởi Beyoncé choreo. bởi Marwin Smith, Salome Brunner - Cry Me a River bởi Ella Fitzgerald       |
| 2009–2010 | - Caravan bởi Ikuko Kawai                                                            | - Crooked Room - Passenger to Copenhagen (from Agatha) bởi Kerkko Koskinen             | - If I Were a Boy bởi Beyoncé choreo. bởi Marwin Smith, Salome Brunner - Butterfly (từ Out of Bounds) bởi Rajaton |
| 2008–2009 | - Triunfal bởi Ástor Piazzolla                                                       | - Crooked Room - Passenger to Copenhagen (from Agatha) bởi Kerkko Koskinen             | - Butterfly (từ Out of Bounds) bởi Rajaton                                                                        |
| 2007–2008 | - Triunfal bởi Ástor Piazzolla                                                       | - Phantasia bởi Lloyd Webber, Sarah Chang                                              | hỗn hợp ABBA: - Gimme! Gimme! Gimme! - The Winner Takes It All - Dancing Queen                                    |
| 2006–2007 | - Eye Patch - Yo Te Quiero (từ phim Once Upon a Time in Mexico) bởi Robert Rodriguez | - Phantasia by Andrew Lloyd Webber, Sarah Chang                                        | - Speaking of Happiness bởi Gloria Lynne - S'il suffisait d'aimer bởi Céline Dion                                 |
| 2005–2006 | - Hello bởi Lionel Richie                                                            | Blues: - Fever bởi Elvis Presley - Blues Boys Tune - Shake It Up and Go bởi B.B. King  | |
| 2004–2005 | - Nessun dorma by Giacomo Puccini performed by Vanessa-Mae                           | Blues: - Fever bởi Elvis Presley - Blues Boys Tune - Shake It Up and Go bửoi B.B. King | - It's Oh So Quiet bởi Björk                                                                                      |
| 2003–2004 | - Nessun dorma bởi Giacomo Puccini biểu diễn bởi Vanessa-Mae                         | - It's Oh So Quiet bởi Björk                                                           | |
| 2002–2003 | - Fantasie Impromptu bởi Frédéric Chopin                                             | - Spanish Caravan bởi The Doors                                                        | |